# Pizzun
Der Pizzun ist ein Berg im Schweizer Kanton Graubünden.
Der Gipfel liegt auf einer Höhe von 2966 m ü. M. und gehört zum Gemeindegebiet von Bregaglia.
Der Berg wurde früher gemeinsam mit dem Nebengipfel Piz da Cävi als «Cima di Cavio» bezeichnet.